# Kedia
Kedia is een dorp in het district Central in Botswana. De plaats telt 1237 inwoners (2011).